# Prémio G. K. Warren
O Prémio G. K. Warren (em inglês:  G. K. Warren Prize), é um prémio concedido pela National Academy of Sciences.
Este galardão, criado em homenagem a Gouverneur K. Warren (1830 - 1882), premeia os que se distinguiram em geologia fluvial e nos aspectos relacionados com as ciência geológica.

## Laureados
- 1969 - Ralph A. Bagnold
- 1973 - Luna B. Leopold
- 1976 - Walter B. Langbein
- 1982 - John T. Hack
- 1986 - Stanley A. Schumm
- 1990 - John R. L. Allen
- 1994 - Claudio Vita-Finzi
- 1998 - Thomas Dunne
- 2002 - Gary Parker
- 2006 - Michael A. Church
- 2010 - Alan D. Howard
- 2014 - Kelin X. Whipple